# Mreža putem optičkih kablova
Mreža putem optičkih kablova je telekomunikaciona mreža velikog kapaciteta zasnovana na optičkim tehnologijama i komponentama koje omogućavaju rutiranje, pripremanja, i obnavljanje signala na nivou talasnih dužina, kao i servise zasnovane na njima.
Razvoj optičkih mreža, i generalno optičkih telekomunikacija, postao je moguć, pre svega, pronalaskom lasera 1950. godine. Nakon pronalaska lasera usledio je razvoj optičkog vlakna sa malim gubicima (oko 1970. godine). Dalji razvoj je podstaknut pronalaskom EDFA (erbium-doped fiber amplifier). Usledio je razvoj dielektričnih filtara, Bragovih optičkih rešetki i AWG (arrayed waveguide gratings) tipa rešetki koji su u upotrebu ušli devedesetih godina prošlog veka.
Kada se govori o telekomunikacionim mrežama koje za osnovu imaju optička vlakna, govori se praktično o optoelektronskim sistemima za prenos, odnosno optičkim mrežama. Nastale su iz potrebe da za mrežama koje obezbeđuju izuzetno velike kapacitete linkova, pošto količina podataka koji se razmenjuju kroz mrežu imaju tendenciju stalnog rasta.
Optoelektronski sistemi za prenos se mogu razdvojiti na dve generacije. Prva generacija koristi optički kabl kao zamenu za bakarni kako bi se postigla veća brzina prenosa, veći protok, a predstavljaju je standardi SONET i SDH. Druga generacija predstavlja pokušaj da se ostvari još funkcija u samom optičkom domenu, kao što je rutiranje i distribucija određenih talasnih dužina, i eventualno rutiranje i distribucija paketa u optičkom obliku (WDM). Postoje dva pristupa problemu povećanja kapaciteta optičkog kabla:
- Korišćenje više talasnih dužina istovremeno na jednom optičkom kablu – Wavelenght division multiplex (WDM) i
- Korišćenje vremenskog multipleksiranja (TDMA).

Dobra strana WDM sistema prenosa je mogućnost iskorišćenja već postojećih mreža optičkih kablova radi povećanja propusnog opsega. WDM sistemi se zasnivaju na multipleksiranju signala po talasnim dužinama, čime se postiže prenos više signala istim optičkim kablom, ali na različitim talasnim dužinama.
Optičko vlakno je obično napravljeno od stakla ili plastike, te služi za prenošenje informacija pomoću svetlosti. Optička vlakna se nalaze u optičkom kablu. Optičko vlakno kao medijum je mnogo brže, pouzdanije i sigurnije od bakarnih provodnika, zbog toga što ne prenosi električne signale već svetlosne. Zbog toga je nemoguće imati neovlašćen pristup mreži poput radio frekventnog (RFI) i elektromagnetnog (EMI) ometanja.
FDDI definiše dve vrste optičkih vlakana: jednomodne i multimodne. Jednomodni je snop svetlosti koji ulazi u vlakno u određenom uglu, dok multimodni koristi LED kao izvor svetlosti za razliku od lasera koje koristi jednomodni. Jednomodni pristup je mnogo bolji zbog toga što koristi laser, dok se kod multimodnog pojavljuje modalno raspršavanje koje se dešava zbog toga što LED svetlosni signali ulaze u različitim uglovima zbog kojih svi ne završavaju na kraju u isto vreme. Optičko vlakno ili svetlovod (engl. optical fiber) je tanka staklena ili plastična nit sa svojstvom provođenja svetla. Propusnost optičkog vlakna je do 50 000 Gb/s. Vrlo mala je mogućnost greške, na prenos optičkim vlaknom ne deluju smetnje električnih uređaja, optičko vlakno ne emituje smetnje u okolinu, tanko je i lagano. Kod upotrebe optičkog vlakna potrebno je električni signal pretvoriti u svetlosni, pustiti svetlost u vlakno paralelno s uzdužnom osom, na suprotnoj strani potrebno je svetlosni signal opet pretvoriti u električni. Pojasna širina optičkih vlakana je otprilike 180 THz do 330 THz. 

## Optičke pristupne mreže
Pojava i nagli razvoj novih širokopojasnih telekomunikacionih servisa doveli su do toga da se unapređenje pristupnog dela mreže javlja kao preka potreba. U cilju unapređenja ovog dela mreža, poslednjih godina razvijena su mnoga tehnološka rešenja, među kojima su najznačajnija digitalna pretplatnička petlja (DSL), hibridna fiber-koaksijalna tehnologija (HFC ) i FTTx tehnologija, koja se prevashodno zasniva na optičkim vlaknima koja se razvode do krajnjeg korisnika (fiber to the x = H (home), B (building), C (curb)).
Pasivne optičke mreže su postale jedno od rešenja problema optičkog pristupa do korisnika (FTTH - Fiber To The Home). Njihova najveća prednost je to što je mreža zasnovana na potpuno pasivnim komponentama, koje ne zahtevaju napajanje, niti posebnu opremu za instalaciju na licu mesta. 
Pasivne optičke mreže su telekomunikacione mreže koje koriste point-to-multipoint FTTP u kojima se primenjuju pasivni optički spliteri, kako bi omogućili jednom vlaknu višestruko iskorišćenje. Pasivne optičke mreže (PON - Passive Optical Network), smatraju se jednim od najpogodnijih rešenja za realizaciju optičkih mreža za pristup i razvijaju se još od 80-ih godina, prvenstveno za telefoniju. Danas su PON širokopojasne mreže A/BPON (ATM/Broadband PON), EPON (Ethernet PON), GPON (Gigabit PON).
PON se sastoji od jednog optičkog linijskog terminala (OLT), jedne ili više korisničkih tačaka koje nazivamo optičkim mrežnim jedinicama (ONU - Optical Network Unit) ili optičkim mrežnim terminalima (ONT - Optical Network Terminal) i vlakana i splitera duž linije i to nazivamo optičkom distribucionom mrežom (ODN - Optical Distribution Network).

## Prenos informacija optičkim vlaknom
Svetlovodne ili fiberoptičke komunikacije se karakterišu svojim prenosnim medijumom - optičkim vlaknom, svetlovodom ili "fiberom". "Fiber" (fiber) je engleski izraz koji znači "-1 "vlakno". Svaka fiber optička komunikaciona mreža. bc/ ob/.iia na njenu namenu se sastoji od tri dela:
- optički predajnik, koji pretvara električni signal u svetlosni zrak i
- optičko vlakno, kao prenosili medijum
- optički prijemnik, koji pretvara svetlosni zrak u električni signal

Osnovna uloga optičkog vlakna je da svetlost, koja se inače u slobodnom prostom prostire pravolinijski, vodi od predajnika do prijemnika proizvoljnom putanjom uz što manje gubitke. Skretanje svetlosti unutar optičkog vlakna je u stvari odbijanje o unutrašnje zidove vlakna.
Optička vlakna su danas postala industrijski standard za zemaljske telekomunikacijske sisteme. Današnjim tehnološkim razvojem optičkih vlakna dovelo je do njihove velike raširenosti. Danas je 80% globalnih računarskih mreža, tj. mreža gdje se slanje podataka odvija na velike udaljenosti povezano optičkim vlaknima. Primjer za proizvodnju 100 km vlakna potrebno je samo 2,7 kg stakla dok protok od 2,5 Gbit/s - 31.000 istovremenih tel. razgovora ili kao digitalizovani tekst oko 100.000 A4 stranica u sekundi. Iz ovog vidimo njihovu veliku mogućnost u prenosu velike količine podataka i velikog kapaciteta. Osim u telekomunikacijama široku primjenu imaju u avioindustriji, kablovskoj televiziji za prenos video signala i zvuka, podmornicama.

## Princip rada

### Indeks prelamanja, odbijanje i prelamanje svetlosti
Putovanje svjetlosti kroz optička vlakna, temelji se na dva od četiri zakona geometrijske optike.
Zakon odbijanja (refleksije) svjetlosti a =β
Ugao upadanja svjetlosti jednak je uglu odbijanja (refleksije), a upadni i odbojni ugao leže u istoj ravni koja je normalna na površinu odbijanja, kao što je prikazano na slici 3.
Snelliusov zakon loma (refrakcije) svjetlosti
Brzina svjetlosti u vakuumu iznosi c= 299 792 458 m/s. Budući da se svjetlost smatra elektromagnetskim talasom, prolaskom svjetlosti kroz drugu sredinu, njena brzina je manja od one u vakuumu i određena je dielektričnim i magnetskim svojstvima medija kroz koji putuje.
Indeks prelamanja materijala n je mjera usporavanja svjetlosti pri prolasku kroz njega. Svetlost najbrže putuje kroz vakuumi u njemu je n =1. U svakoj drugoj sredini svetlost se kreće sporije, što je sredina gušća, brzina je manja a indeks prelamanja veći.
Kada svetlost prelazi iz jedne sredine u drugu, na graničnoj površini, zbog razlike gustina, dolazi do prelamanja-refrakcije (refraction). Sto je razlika gustina tj. indeksa prelamanja veći, to je prelamanje zraka - skretanje izraženije.
Slika 4
Ako svetlost dolazi iz ređe sredine (npr. vazduha) u gušću sredinu (npr.vodu), upadni zrak se prelama KA normali na graničnu površinu, ugao prelamanja se računa preko poznatog Snelijus-Dekartovog (Snellius-Descartes) zakona: n 1*sinα = n2 * sinβ
2.2 Totalna refleksija svjetlosti
Kada svetlost dolazi iz gušće sredine n1 u ređu sredinu n2, prema Snelijus-Dekartovom zakonu zrak se prelama OD normale na graničnu površinu. Sto je razlika indeksa prelarnanja veća, zrak će se više da otkloniti od normale. Takođe, što zrak upada pod manjim uglom u odnosu na graničnu površinu, tj. većim uglom u odnosu na normalu, prelomljeni zrak nastavlja pod sve manjim uglom u odnosu na površinu.
Slika 5
Pri izvesnom upadnom uglu, određenim odnosom indeksa prelamanja dve sredine, prelomljeni zrak je potpuno paralelan graničnoj povr šini. Taj ugao se naziva kritični ugao θc i mjeri se u odnosu na normalu na graničnu površinu.
Za zrake koji upadaju pod uglom većim od kritičnog ugla nema posebnog prelomljenog i odbijenog zraka. Postoji samo jedan odbijeni zrak koji u sebi nosi kompletnu snagu upadnog zraka. Ova pojava se naziva totalna refleksija i predstavlja osnovni fenomen koji stoji iza prenosa svetlosti krivudavim putem kroz optičko vlakno.
Svetlosni zrak koji ulazi u vlakno mora biti ubačen pod relativno malim uglom u odnosu na osu vlakna jer samo takav zrak neće ispasti iz jezgra pri prvom sudaru sa omotačem.
Prostiranje svetlosnog zraka kroz optičko vlakno zavisi od: veličine, konstrukcije, sastava optičkog vlakna i od prirode svetlosnog zraka emitovanog u vlakno. Putanje kojima se prostiru svetlosni zraci istih osobina i istog upadnog ugla pri ulasku u vlakno se nazivaju modovi. Mod najnižeg nivoa ima najkraću putanju, dok mod najvišeg nivoa ima najdužu putanju kroz optičko vlakno.
Slika 6
Optičko vlakno se sastoji od jezgre i omotača. Jezgro ima veći indeks prelamanja svjetlosti od omotača. Prilikom upadanja zraka na jezgru dolazi do prvog lomljenja zraka, a kad zrak stigne na granicu jezgro-omotač ona se reflektira zbog Snellovog zakona, pri tome je ugao upada jednak uglu odbijanja zbog zakona refleksije. Pri tome je važno da je ugao upada na granicu dvije površine veći od kritičnog. Na taj način svjetlost nastavlja putovati kroz optičko vlakno. U slučaju idealnog optičkog vlakna, svjetlost bi nastavila beskonačno dugo putovati kroz njega, međutim zbog nečistoća koje postoje u vlaknima dolazi do loma zrake i dio zrake se gubi u omotaču kao što prikazuje prethodna slika. Svjetlost slabi i nakon nekog vremena potpuno gubi. Zbog toga je neophodno postavljanje optičkih pojačavača koji će obnoviti (pojačati) oslabljenu svjetlost da bi ona mogla dalje putovati vlaknom.
1. Struktura optičkog vlakna

Slika 7
Optičko vlakno je dugačak, tanak, savitljiv cilindar od stakla koji se sastoji od jezgra (core) i omotača (cladding). Staklo od koga je načinjeno jezgro ima nešto veći indeks prelamanja nego staklo omotača. U uobičajenim komunikacionim vlaknima razlika indeksa iznosi oko 1-2%.
Svetlost se prostire kroz jezgro optičkog vlakna, tako što se početni kraj vlakna osvetli u pravcu ose vlakna. Svetlost koja je ušla u jezgro nastavlja da se prostire kroz vlakno, trpeći veoma malo slabljenje. Pošto se svetlosni zrak prostire isključivo pravolinijski, pre ili kasnije na svom putu nailazi na krivinu vlakna i udara u graničnu površinu dovoljno mali, zrak doživljava totalnu refleksiju i vraća se nazad u jezgro. Na taj način nastavlja u cik-cak putanji svoje kretanje kroz vlakno, sve do izlazne površine.
Omotač vlakna nema suštinski značaj za razumijevanje ovog mehanizma. Svjetlost bi se prostirala i kroz samo jezgro tj.dugačak, homogeni stakleni cilindar koji se nalazi u vazduhu (ili vodi), jer staklo ima veći indeks prelamanja od okoline. Uloga omotača je, međutim, veoma važna u praksi jer bi vlakno bez omotača dobro provodilo samo kada bi kompletno visilo u vazduhu. Na mestima gdje vlakno leži na podlozi ne bi se javljala totalna refleksija i dolazilo bi do umicanja svetlosti iz stakla. Omotač se zato, između ostalog, koristi da bi se uslovi prostiranja kroz vlakno učinili nezavisnim od spoljašnje sredine u kojoj je vlakno postavljeno.
1. Tipovi optičkih vlakana

Slika 8
Dva osnovna tipa optičkih vlakana su jednomodno (monomode, singlemode) i višemodno (multimode) vlakno, prema broju vodenih modova svetlosnog talasa koji se prostiru kroz vlakno.
Mod najlakše vizuelizuje kao svetlosni zrak određene debljine, koji se prostire kroz
vlakno. Jednomodno vlakno ima toliko mali prečnik jezgra samo jednog zraka-moda. Kroz višemodno vlakno više zraka-modova s.e prostire različitim putanjama kroz jezgro.
Postoje dvije vrste višemodnih vlakana: vlakna sa STEP, indeksom, sa naglom promenom indeksa prelamanja na granici jezgra i omotača i vlakna sa gradijentnim indeksom, sa postepenim smanjenjem indeksa prelamanja od centra jezgra prema i u omotaču.
Putanja zraka u vlaknu sa step indeksom ima izlomljen cik-cak oblik, što je posledica odbijanja zraka na granici jezgra i omotača. Putanja zraka u gradijentnom vlaknu je glatka i zakrivljena uvek prema unutra, zadržavajući zrak uvek oko centralne ose.

### Vlakna sa stepenastom promjenom indeksa prelamanja
Slika 9
Optičko vlakno se sastoji od jezgra i omotača sličnih poprečnih presjeka kao što se vidi i na slici 9. Svjetlost se rasipa u vise zraka tj. modova koje propagiraju s jednog kraja kabla na drugi uz pomoć totalne refleksije na granici između jezgra i omotača. Ova vlakna imaju minimalni prečnik od 100/140 µm. Jedan od najvećih nedostataka ovog tipa vlakna je veoma ograničen propusni opseg koji potiče od međutalasne disperzije.

### Monomodna vlakna
Karakteristika SMF svjetlovoda je da ima jezgro promjera puno manjeg nego što je omotač te je talasna duzina zraka uporediva s promjerom jezgra. Zbog tako malog promjera jezgra, ulaskom zraka u optičko vlakno ne dolazi do razdvajanja zraka. Svjetlost se propagira s jednog kraja svjetlovoda na drugi samo putem jedne zraka. Monomodna vlakna se upotrebljavaju za dobijanje većih propusnih opsega. Proizvodnja ovih vlakana nije mnogo složenija od proizvodnje dvoslojnih vlakana osim što su prečnik jezgra i razlika indeksa prelamanja između jezgra i omotač veoma mali, tako da je moguće prostiranje samo jednog moda. Tipične dimenzije monomodnih vlakana su reda 5-12 µm za jezgro i 125 µm za omotač.

### Gradijentna vlakna
Gradijentna vlakna se dobijaju izradom jezgra sa neuniformnim indeksom prelamanja, koji se najčešće postepeno smanjuje od centralne ose prema omotaču, što uslovljava da se zraci svjetlosti neprestano savijaju ka osi. U opštem slučaju gradijentna vlakna imaju prečnik jezgra od 50 µm, a prečnik omotača reda 125 µm.

## Slabljenje
Optička snaga transmisijom u optičkom vlaknu slabi eksponencijalno: P(x)=P0exp(-ax), gdje je a koeficijent slabljenja i izražava se u dB/km i pokazuje gubitke u dB po jednom kilometru. Uzrok zbog kojeg se javlja slabljenje je postojanje nečistoća u vlaknu, molekularne apsorpcije, nepravilnosti spoja jezgra i omotača, a takođe zavisi i od broja refleksija koje pretrpi zrak na svom putu. Kada foton udari o nečistoću on će se raspršiti ili apsorbovati.
Slabljenje višemodnog vlakna je veće od slabljenja jednomodnog vlakna zbog tzv. efekta prebacivanja modova usled mikrosavijanja i prenosa jednog broja modova kroz omotač vlakna. Generalno je utvrđeno da gubici rastu sa povećanjem broja modova. Monomodna vlakna imaju najmanje prigušenje (0,3-1 dB/km), nešto su lošija multimodna vlakna s gradijentnom promjenom indeksa prelamanja (1-5 dB/km), a najlošija su multimodna vlakna sa stepenastim promjenom indeksa prelamanja (5-10 dB/km). Najmanje prigušenje ima kvarcno staklo (0,5-2 dB/km), nešto lošije je silikatno staklo (5-10 dB/km), dok su plastične mase znatno lošije. Slabljenje vlakna pokazuje jaku spektralnu zavisnost. Postoje tri prozora na kojim je slabljenje najmanje, tako da su talasne dužine 850 nm, 1300 nm i 1550 nm odabrane za ostvarivanje veza optičkim vlaknima.
Minimum slabljenja za prvi prozor iznosi oko 2 dB/km, za drugi 05dB/km, i za treći 0.2dB/km. Danas su već proizvedena vlakna sa slabljenjem koje se bliži teoretskom, pa se danas pojavljuju nova optička vlakna koja mogu imati ii više od 3 prozora jer je smanjeno slabljenje. U praksi je u početku najviše korišten I. prozor, iako to nije optimalno rješenje, a danas se koristi prvenstveno zbog jeftine realizacije izvora svjetlosti iako je na 1. prozoru najveće gušenje. Danas se koriste uglavnom II. i III. prozor.

### Gubici usled savijanja
Usled savijanja se mijenja geometrija optičkog vlakna, što omogućuje da neki svetlosni zraci "pobjegnu" u omotač a drugi da se nepravilno odbiju, čime se povećavaju gubici u optičkom vlaknu. Pored pomenutih gubitaka postoje i gubici usled mikrosavijanja, izazvana malim periodičnim savijanjima ose vlakna, periode ponavljanja nekoliko mm i amplitude nekoliko mikrona. Do ovakvih savijanja dolazi usled nejednake raspodele opterećenja pri dejstvu spoljnih mehaničkih sila.

## Disperzija

### Modalna disperzija
Disperzija je pojava širenja impulsa tokom puta kroz vlakno. Ovo širenje izaziva dve negativne posledice:
1. Prošireni impuls je manji po intenzitetu i teže ga je detektovati; ova pojava je ekvivalentna slabljenju i ograničava dužinu prenosa.
2. Dva susedna proširena impulsa počinju da se preklapaju, stapajući se u jedan; ova pojava smanjuje propusni opseg prenosa.

Jedan od razloga pojave disperzije je prenošenje ulaznog optičkog impulsa posredstvom više snopova-modova kroz višemodno vlakno. Različiti modovi prelaze različite putanje u svom cik- cak kretanju kroz vlakno i stižu u različito vreme do fotodetektora na kraju putanje, dovodeći tako do prostornog i vremenskog širenja impulsa. Kod vlakna sa step-indeksom ova disperzija ograničava propusni opseg prenosa na oko 20 MHz po km, što je dovoljno samo za relativno spori prenos na kratkim rastojanjima.
Kod vlakna sa gradijentnim indeksom, modovi koji se prostim najdalje od ose i tako prelaze najduži put, kreću se brže od centralnih modova (jer je na periferiji jezgra indeks prelamanja niži). Na taj način se vremena putovanja modova donekle izjednačavaju i modalna disperzija se smanjuje na vrednost koja omogućava da se ostvare komunikacione veze dužine nekoliko kilometara.

### Hromatska disperzija
Ovo je osnovni vid disperzije kod monomodnih vlakana i ona predstavlja širenje impulsa zbog promenljivosti brzine prostiranja svetlosti kroz optičko vlakno i zbog konačne spektralne širine zračenja svetlosnog izvora. Ovaj tip disperzije se izražava u ps/(nmxkm). Hromatska disperzija nastaje zato što indeks prelamanja materijala zavisi od frekvencije (talasne dužine) zbog čega pojedini elementarni dijelovi prenošenog spektra stižu na kraj linije sa različitim vremenskim zakašnjenjima, posledica čega će biti proširenje impulsa. Hromatska disperzija je posledica delovanja dva različita mehanizma širenja impulsa-zbog disperzije samog materijala i zbog talosovodne strukture vlakna.

### Polarizaciona disperzija
Polarizaciona disperzija je posledica različite brzine prostiranja dve polarizacione komponente jednog moda u jednomodnm vlaknu. Jezgro vlakna nije idealno simetrično kružno,već se, kao posledica savijanja i raznih nehomogenosti, javlja malo tzv. dvojno prelamanje. Ovim terminom nazivamao postojanje dva različita indeksa prelamanja u jezgru za dve različite polarizacije svetlosnog talasa. Tako se dve polarizacione komponente talasa prostiru različitom brzinom kroz optičko vlakno.
Nesavršenosti vlakna koje dovode do dvojnog prelamanja su proizvoljno raspoređene duž vlakna, tako da se i polarizaciona disperzija javlja proizvoljno i teorijski nepredvidivo.
Merenje polarizacione disperzije na konkretnoj liniji ima smisla tek po postavljanju vlakna. Pošto polarizacionu disperziju izazivaju uglavnom krivine i naprezanja vlakna, rezultat koji se dobija pri merenju vlakna namotanog na kalem može biti potpuno različit od rezultata tog istog vlakna na terenu. Polarizaciona disperzija jedne linije se čak menja i po postavljanju linije, u toku dužeg vremenskog intervala.

## Optički predajnici

### Laser
Laserske diode se koriste u slučajevima kada je potrebna velika brzina prenosa i/ili veliki domet. Modulišu se direktno, promjenom struje kroz diodu, pomoću relativno (u odnosu na LED) složenog elektronskog kola. To su veoma osetljive komponente i lako se oštećuju ili uništavaju nepravilnim pobuđivanjem ili elektrostatičkim pražnjenjem. Zavisnost izračene snage od temperature je veoma jaka pa se često laserske diode moraju temperaturno stabilizovati, što je relativno skupo i sa velikom potrošnjom energije.

### Led dioda
LED diode se koriste za. ostvarivanje, veza čije su brzine reda do 100 Mbit/s, kada je dovoljna snaga od nekoliko desetina mikrovati u višemodnorn vlaknu.
Emitujuće diode se modulišu direktno, promenom struje kroz p-n spoj. primenom relativno jednostavno modulišućeg elektronskog sklopa.
Zaključak
Prednosti optičkih vlakana su:
- Veoma velika brzina prenosa podataka, nekoliko gigabita Gbit/s (2,5, 10, 40!)
- Premošćavanje velikog rastojanja bez repetitora
- Imunost na elektromagnetno zračenje
- Mogućnost povećavanja kapaciteta prenosa i posle ugradnje kabla
- Bezbjednost primjene
- Bezbjednost podataka
- Veoma tanak kabl
- Ekonomičnost

Nedostaci optičkih vlakana su:
- Skupa oprema za instalaciju
- Ne mogu da prenose energiju za repetitore

## Literatura
- 2007

## Spoljašnje veze
- Optičke mreže - skripta
- „Prikaz strukture optičkih mreža” (PDF). Архивирано из оригинала (PDF) 26. 03. 2017. г. Приступљено 25. 03. 2017.
- „Trendovi razvoja optičkih telekomunikacionih sistema”. Архивирано из оригинала 09. 05. 2017. г.